# گمشده و پیداشده
گمشده و پیداشده (انگلیسی: Lost and Found) نخستین آلبوم چندآهنگه از خواننده اهل کره جنوبی، آی‌یو است. این آلبوم در ۲۳ سپتامبر ۲۰۰۸ توسط لئون انترتینمنت منتشر شد. آی‌یو با ترانه‌سرا و تهیه‌کننده چوی گاپ وون همکاری کرد که قبلاً ترانه‌هایی همچون «یادزدودگی» از گومی، «بیماری لاعلاج» از هیسونگ و «توک توک توک» از لی هیوری را تهیه‌کنندگی کرده بود. لی جونگ هون از سول‌شاپ و خواننده ماریو بر روی تک‌آهنگ آغازین، «کودک گمشده» کار کردند.

## پس‌زمینه
موزیک ویدئوی ترانه «کودک گمشده» (Lost Child) با حضور تاندر در ۸ ژوئیه ۲۰۱۱ توسط کانال یوتیوب رسمی لئون انترتینمنت منتشر شد.

## فهرست قطعات
| سی‌دی/دانلود دیجیتال | سی‌دی/دانلود دیجیتال                           | سی‌دی/دانلود دیجیتال      | سی‌دی/دانلود دیجیتال       | سی‌دی/دانلود دیجیتال     | سی‌دی/دانلود دیجیتال |
| شماره               | نام                                           | سراینده                  | آهنگساز                   | تنظیم                   | مدت                 |
| ------------------- | --------------------------------------------- | ------------------------ | ------------------------- | ----------------------- | ------------------- |
| ۱.                  | «جوجه اردک زشت» (미운 오리; Miun Ori)         | چوی گاپ وون              | پی‌جی                      | پی‌جی، کیم یونگ هوان     | ۳:۲۸                |
| ۲.                  | «کودک گمشده» (미아; Mia)                      | چوی گاپ وون              | مین وونگ شیک، لی جونگ هون | لی جونگ هون             | ۳:۴۲                |
| ۳.                  | «تو می‌دونی» (있잖아; Itjana, با همکاری ماریو) | چوی گاپ وون، سو جونگ جین | کیم سه جین، سو جونگ جین   | سو جونگ جین، کیم سه جین | ۳:۲۱                |
| ۴.                  | «احساس خیلی خوب» (Feel So Good)               | چوی گاپ وون              | کیم یونگ هوان، پی‌جی       | پی‌جی                    | ۴:۰۳                |
| ۵.                  | «هر روز شیرین» (Every Sweet Day)              | لی سونگ مین              | چوی گاپ وون               | هان سانگ وون            | ۳:۲۹                |
| ۶.                  | «کودک گمشده (بی‌کلام)»                         |                          | مین وونگ شیک، لی جونگ هون | لی جونگ هون             | ۳:۴۲                |
| مجموع مدت:          | مجموع مدت:                                    | مجموع مدت:               | مجموع مدت:                | مجموع مدت:              | ۲۱:۴۵               |

## جدول‌های موسیقی
| جدول (۲۰۱۲)                | بالاترین جایگاه |
| -------------------------- | --------------- |
| آلبوم‌های کره جنوبی (گائون) | ۲۲              |